# ユメリアル
「ユメリアル」は、岸本早未の7枚目のシングル。

## 解説
前作から1ヶ月ぶりにリリースされたシングルで連続リリースの2作目。3週間後にリリースされたアルバム『JUICY』の先行シングル。
岸本のシングルとしては初めて、全曲とも本人の作詞となった（なお、これ以降全てのシングルで岸本による作詞となっている）。ユメリアルとは「夢のように居心地の良い現実」という造語。

## 収録曲
1. ユメリアル
作詞:岸本早未　作曲:後藤康二　編曲:舛井功
2. for...You from...Me
作詞:岸本早未　作曲・編曲:麻井寛史
3. cloudy
作詞:岸本早未　作曲:輝門　編曲:Dr.Terachi & Pierrot Le Fou
4. ユメリアル (Instrumental)